# Effetto Early

Grafico che evidenzia il flusso di rette, e la distorsione in regione lineare dovuta all'effetto Early

L'effetto Early è un fenomeno caratteristico di tutti i transistor a giunzione bipolare (BJT, bipolar junction transistor) che consiste nella variazione della larghezza della base di un BJT dovuta ad una variazione della tensione fra base e collettore {\displaystyle V_{CB}}, la cui giunzione in regione lineare si trova in polarizzazione inversa. Infatti, fissato un valore di tensione base-emettitore, all'aumentare della tensione collettore-emettitore, aumenta la tensione di polarizzazione inversa della giunzione Base-collettore {\displaystyle (V_{BC}<0)} di conseguenza aumentando la larghezza della regione di svuotamento di tale giunzione. Tutto ciò porta ad una riduzione della larghezza totale della base del transistore, e poiché la corrente di saturazione {\displaystyle I_{\mathrm {S} }} è inversamente proporzionale alla larghezza della base, l'aumento della {\displaystyle I_{\mathrm {S} }} produce anche un aumento della corrente di collettore {\displaystyle I_{\mathrm {C} }}, la quale può essere espressa nei seguenti modi:
{\displaystyle I_{\mathrm {C} }=I_{\mathrm {S} }\left(e^{\frac {V_{\mathrm {BE} }}{V_{\mathrm {T} }}}-1\right)\left(1+{\frac {V_{\mathrm {CB} }}{V_{\mathrm {A} }}}\right)}
e, sapendo che {\displaystyle V_{CB}=V_{CE}+V_{EB}=V_{CE}-V_{BE}} può essere approssimata come segue
{\displaystyle I_{\mathrm {C} }\simeq I_{\mathrm {S} }\left(e^{\frac {V_{\mathrm {BE} }}{V_{\mathrm {T} }}}-1\right)\left(1+{\frac {V_{\mathrm {CE} }}{V_{\mathrm {A} }}}\right)}

con {\displaystyle V_{\mathrm {A} }}che prende il nome di tensione di Early, con valori tipicamente compresi fra {\displaystyle 10V}e {\displaystyle 200V}.
Tale effetto si può evidenziare osservando la lieve inclinazione delle rette sulla caratteristica di uscita ({\displaystyle V_{\mathrm {CE} }} e {\displaystyle I_{\mathrm {C} }}), nella regione lineare. Tali rette risultano appartenere ad un fascio, il cui centro è il valore di tensione negativa {\displaystyle V_{\mathrm {A} }}.

## Modifica al guadagno diretto di corrente
In aggiunta si osserva una variazione del {\displaystyle \beta _{F}} in presenza dell'effetto Early, tale per cui:
{\displaystyle \beta _{F}=\beta _{F0}\left(1+{\frac {V_{\mathrm {CB} }}{V_{\mathrm {A} }}}\right)}
e come prima,
{\displaystyle \beta _{F}\simeq \beta _{F0}\left(1+{\frac {V_{\mathrm {CE} }}{V_{\mathrm {A} }}}\right)}
dove {\displaystyle \beta _{F0}}è il rapporto {\displaystyle {\frac {I_{C}}{I_{B}}}} in assenza di effetto Early.